# Nabisz spártai király
Nabisz (görög betűkkel: Νάβις), (Kr. e. 230 k. – Kr. e. 192) Spárta királya Kr. e. 206 és Kr. e. 192 között.
A régensi poszton elődje. Makhanidasz lényegében szinte türannoszként uralta Spártát. Az Eurüpóntidák nemzetségéhez tartozó Nabisz, aki zsoldosai segítségével lett a tényleges hatalom birtokosa, királyi stílusban kormányzó türannosz volt. Belpolitikáját társadalmi reformok övezték, amelyek III. Kleomenész törekvéseit folytatták. Sok helótát felszabadított, konzervatív spártaiakat száműzött, az utóbbiak földjeit elkobozta, és szétosztotta. Amíg a helyzet megengedte aktív külpolitikát folytatott.
Mint a rómaiak barátja, nagy hasznát látta a makedóniai Fülöppel kötött békének a Kr. e. 205-ös phoinikéi békeszerződés Róma szövetségesének ismerte el.
Kr. e. 204-ben az akhájok, Kr. e. 201-ben Messzéné ellen intézett támadást, és a krétai kalózokkal, valamint a környező perioikosz-városokkal összefogva hajóhadat hozott létre.
A Kr. e. 200-tól, Kr. e. 197-ig tartó második római–makedón háború során előbb V. Philipposz mellé áll (miután az akhájok Rómához pártoltak), majd ismét Róma szövetségese lett.
Kr. e. 196-ban Flamininus római proconsul az iszthmoszi játékokon kihirdette Hellász szabadságát, és a Róma-barát, akháj szövetség hatására hadjáratot indított Nabisz ellen. Flaminius arra kényszerítette, hogy adja vissza Argosz és perioikosz városok szabadságát, szerelje le hadiflottáját, fizessen hadisarcot, és fiát adja át túszként. A spártai hatalmat azonban nem vette el tőle. A római had visszavonulása után, Nabisz fallal vette körül Spártát.
Kr. e. 193-ban és Kr. e. 192-ben Spárta számára újabb területeket szerzett Lakóniában, de ezeket el is veszítette amikor Philopoimén, az akháj szövetség fővezére vereséget mért rá. Nabisz életét és uralmát csak Flaminius közbelépése mentette meg, mivel a rómaiak azt akarták, hogy a velük szövetséges akhájok se erősödjenek meg túlságosan.
Kr. e. 192-ben kitört az úgynevezett szíriai háború Róma, és III. Antiokhosz között. Nabisz Szelukida király mellé állt, azonban Aitól szövetségesei cselt szőttek ellene, és vezérük, a seregével Spártába érkezett Alexamenosz, és megölte őt. Ezzel Spárta önállósága is véget ért. A város az akháj szövetség tagjává kényszerült válni.
| Előző uralkodó: Pelopsz | Spárta eurüpóntida királya Kr. e. 207 – Kr. e. 192 | Következő uralkodó: Akháj fennhatóság |